# Barbengo
Barbengo é uma comuna da Suíça, no Cantão Tessino, com cerca de 1.579 habitantes. Estende-se por uma área de 2,65 km², de densidade populacional de 596 hab/km². Confina com as seguintes comunas: Brusimpiano (IT-VA), Carabbia, Carabietta, Carona, Caslano, Collina d'Oro, Grancia, Morcote.
A língua oficial nesta comuna é o Italiano.